# Pałac Młodzieży w Gdańsku

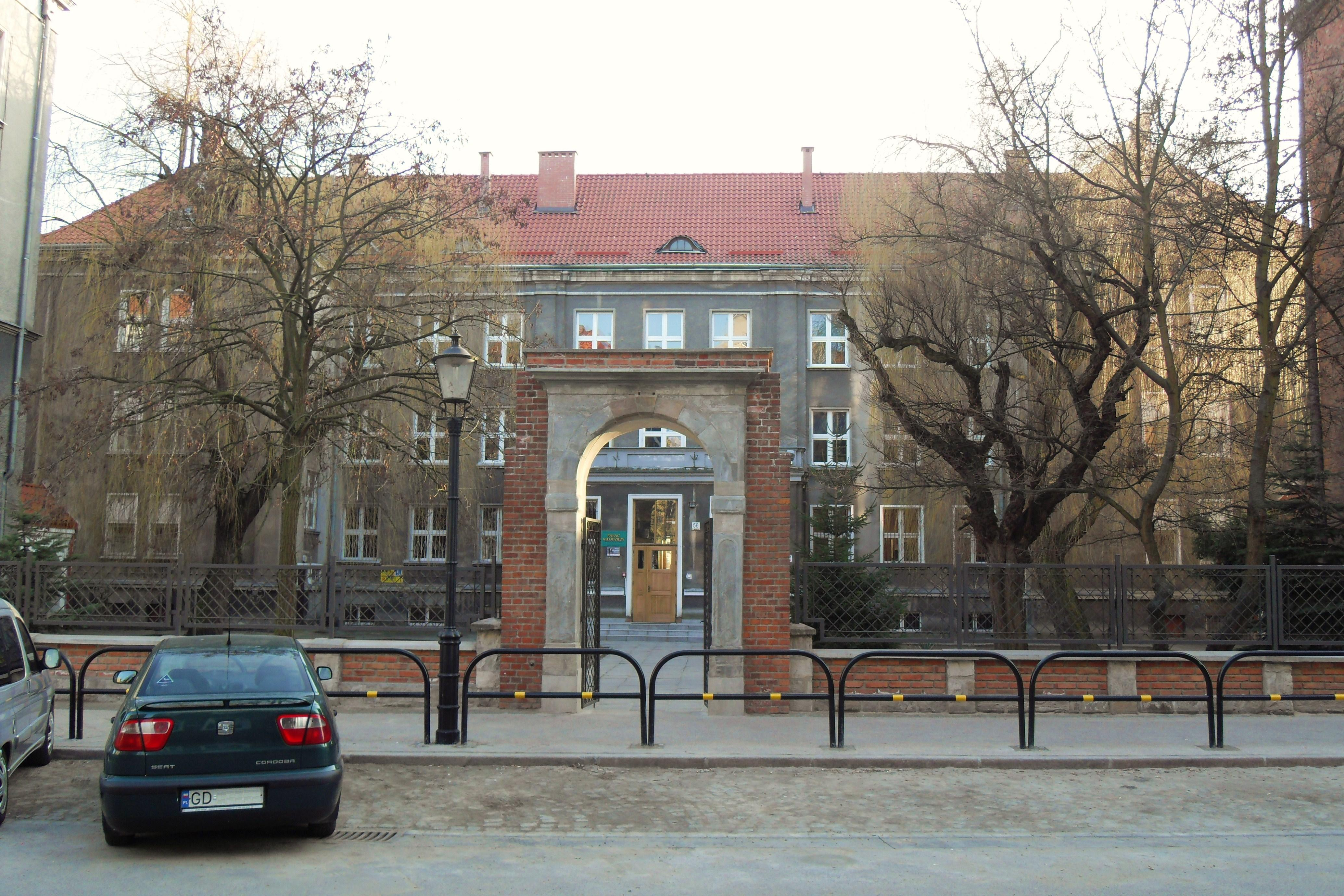
Pałac Młodzieży w Gdańsku

Pałac Młodzieży w Gdańsku – publiczna placówka wychowania pozaszkolnego (jednostka budżetowa miasta Gdańsk), zapewniająca szerokim kręgom dzieci i młodzieży możliwość czynnego i systematycznego uczestnictwa w różnych formach zajęć w zakresie muzyki, plastyki, teatru, tańca, żeglarstwa, informatyki. Zajęcia prowadzone są w formie kół zainteresowań. Prowadzi zajęcia artystyczne, edukacyjne, sportowe w przeszło 163 pracowniach, klubach i zespołach dla około 6 tysięcy uczestników stałych i okazjonalnych w wieku 3-25 lat. 
W ramach jednostki działa pracownia filmowa: Klub Filmowy im. Federico Felliniego, który m.in. organizuje spotkania filmowe, warsztaty recenzenckie, konsultacje dotyczące prezentacji ustnej (matura z j. polskiego), wyjazdy na seminarium filmowe w Bydgoszczy oraz na Filmowy Festiwal "Nowe Horyzonty" we Wrocławiu.
Główną siedzibą placówki jest budynek przy ul. Ogarnej 56. Pracownie: żeglarska, szkutnicza i fotograficzna, znajdują się przy ul. Aksamitnej 4a, natomiast przystań żeglarska mieści się przy ul Tarcica 20.